# Свинка (приток Десны)
Свинка (укр. Свинка) — правый приток Десны, протекающий по Черниговскому району (Черниговская область, Украина). 

## География
Река берёт начало на болоте Замглай возле села Голубичи (Репкинский район). Впадает в Десну в селе Вознесенское (Ульяновка) — возле села Брусилов (Черниговский район).
У истоков пересыхает, где протекает через сёла Вербичи, Голубичи, Новоукраинское. Далее на северо-восточной окраине села Великая Весь русло реки выпрямлено в канал (канализировано), шириной 18 м и глубиной 2 м. Затем — возле села Звеничев — впадает в магистральный канал осушительной системы урочища Южный Замглай реку Замглай. Осушительная система на болоте Южный Замглай была создана в 1950-е годы. 
На топографической карте лист M-36-15 река Свинка обозначена вдоль сёл Киселёвка и Ульяновка.

## Населённые пункты на реке
От истока к устью:
1. Вербичи
2. Голубичи
3. Новоукраинское
4. Звеничев
5. Петрушин
6. Стасы
7. Киселёвка
8. Вознесенское